# Brunnfloßgraben
Der Brunnfloßgraben, zumindest früher (auch) Rechbach genannt, ist ein linker Zufluss der Elsava im Landkreis Miltenberg im bayerischen Spessart.

## Geographie

### Verlauf
Der Brunnfloßgraben entspringt in Wildenstein, einem Ortsteil des Marktes Eschau, in der Nähe der Ruine Wildenstein. Er verläuft in westlicher Richtung, speist eine Fischzuchtanlage und mündet unterhalb der Hesselsmühle in die Elsava.

### Flusssystem Elsava
- Fließgewässer im Flusssystem Elsava